# Ткач, Аркадий Петрович
Аркадий Петрович Ткач (укр. Аркадій Петрович Ткач; 22 июня 1921, Одесса, УССР — 23 августа 1994, Киев, Украина) — советский и украинский учёный-правовед, специалист в области истории государства и права СССР и Украины, истории политических и правовых учений, доктор юридических наук (1970), профессор (1972). Заслуженный деятель науки и техники Украины (1992).

## Биография
Родился 22 июня 1921 года в Одессе.
По окончании 9 классов средней школы в 1940 году поступил в Киевскую военно-морскую спецшколу № 5. В 1941 году — курсант Севастопольского военно-морского училища береговой обороны ВМФ имени ЛКСМУ. Принимал участие в Великой Отечественной войне в составе 7-й бригады морской пехоты, дважды ранен, проходил лечение в городе Сочи. С сентября по декабрь 1942 года в составе 145-го полка морской пехоты участвовал в обороне Туапсе, в январе 1943 — январе 1944 года участник десанта на Малой земле и Керченской десантной операции (в составе войск 4-го Украинского фронта. Командовал артиллерийским расчётом, позже старшина артиллерийского дивизиона, комсорг артиллерийского дивизиона 255-й бригады морской пехоты. В июне 1944 года после курсов переподготовки политсостава Отдельной Приморской армии назначен комсоргом 93-го гвардейского артиллерийского полка, с которым участвовал в боях на Украине, в Польше, Чехословакии, Венгрии и Германии. Дата окончания действительной службы: 14 августа 1946 года, войну окончил в звании гвардии лейтенанта, впоследствии майор.
В 1946—1950 годах студент юридического факультета Киевского университета, который окончил с отличием. По окончании учёбы оставлен там же: аспирант (до 1953 года), ассистент, старший преподаватель, доцент, профессор. С 1959 по 1962 год учёный секретарь университета, в 1962—1963 годах заместитель декана юридического факультета, в 1966—1970 годах старший научный сотрудник, в 1972—1986 годах — заведующий кафедрой истории государства и права, в 1986—1990 годах — кафедрой истории и теории государства и права. Темы исследований — история государства и права СССР и Украины, история политических и правовых учений. Основатель нового нормативного курса «История государства и права Украинской ССР», соавтор 3-томного издания по этой теме. Под руководством А. П. Ткача защищены 6 докторских и более 20 кандидатских диссертаций.
По совместительству в 1954—1958 годах работал доцентом Киевского факультета ВШ КГБ СССР, в 1958—1959 годах — начальником кафедры общеправовых наук Киевской высшей школы МВД СССР. Приглашённый лектор в Харьковском юридическом институте, вузах Чехословакии, Монголии, Венгрии. С 1985 года старший научный сотрудник Института государства и права АН УССР. С 1982 года член правления Украинского общества охраны памятников истории и культуры.
Умер 23 августа 1994 года. Похоронен в Киеве на Байковом кладбище.

## Сочинения
Издал свыше 130 научных работ, в том числе 9 монографий, по истории и теории государства и права. Среди публикаций:
- Общественный и государственный строй Украины периода народно-освободительной войны и воссоединения Украины с Россией, 1648—1654 гг. : диссертация … кандидата юридических наук : 12.00.00. — Киев, 1953. — 313 с.
- Кодификация, памятники и основные черты права Украины второй половины XVIII — первой половины XIX столетия : диссертация … доктора юридических наук : 12.00.00. — Киев, 1969. — 317 с.
- Держава і право Української РСР в період становлення і подальшого розвитку соціалістичного народного господарства (1945—1953) (1961)
- Нариси з історії держави і права Української РСР (1961)
- Розвиток радянської державності на Україні (1966, в соавторстве)
- Історія кодифікації дореволюційного права України (1968)
- Історія суспільно-політичного ладу та права на Україні (дожовтневий період) (1982)
- Возз'єднання Закарпаття з Радянською Україною (1985)
- Історія держави і права Української РСР (том 1, 1987, в соавторстве)
- Проблеми реалізації законодавства УРСР в умовах його радикального оновлення (1993, в соавторстве)
- Норми права: існуюче та належне (1994, в соавторстве)

## Награды
- медаль «За оборону Одессы» (24.07.1943)
- медаль «За оборону Севастополя» (24.07.1943)[источник не указан 55 дней]
- медаль «За боевые заслуги» (15.11.1943)
- орден Красной Звезды (12.11.1944)
- медаль «За оборону Кавказа» (29.04.1945)[источник не указан 55 дней]
- орден Отечественной войны II степени (07.06.1945)
- орден Отечественной войны I степени (01.08.1986)[8].